# You Don't Bring Me Flowers
"You Don't Bring Me Flowers" je pjesma koja je bila na vrhu Billboard Hot 100 ljestvice 1978. To je pjesma o dvoje ljubavnika koji se rastaju dok prolaze kroz zajedniče krize i životne probleme.
Pjesmu su napisali Alan Bergman i Marilyn Bergmanfor za TV show All That Glitters.
1977., Neil Diamond je objavio album I'm Glad You're Here with Me Tonight, na kojojem se nalazila i skladba "You Don't Bring Me Flowers" izvođena kao solo. Početkom 1978. Barbra Streisand obrađuje ovu pjesmu za njen album Songbird. 
Tijekom dodjele Grammyja 1980. Barbra Streisand i Neil Diamond su jedini put izveli ovu pjesmuu zajedno.

## Druge inačice pjesme
Usporedo s uspjehom Diamondove i Streisendove verzije pjesme, country pjevači Jim Ed Brown i Helen Cornelius objavljuju country inačicu pjesme koja se popela na deseto mjesto Billboardove ljestvice Hot Country Songs početkom 1979.
Godine 1980. pjesmu su obradili Dean Reed i mađarski solist Kati Kovács na njemačkom i na engleskom.
Godine 1982. Julie Andrews obradila je pjesmu za svoj album nadahnut country glazbom, Love Me Tender, makar je bila na albumu samo kao internacionalna inačica.
Godine 1993. britanski TV voditelj Noel Edmonds prevaren je da otpjeva cijelu pjesmu na Noel's House Party. Noel Edmonds koji je još prije snimio tu pjesmu s DJ-evima Johnom Peelom i Tonyjem Blackburnom za BBC Radio 1 show 1979.
Pjesmu su 1996. obradili rapperi Ice-T i Tupac Shakur na Saturday Night Live. Također ju je obradio u preprirčavajućoj formi i pijanist Liberace.
U jednoj epizodi The Steve Harvey Show, Steve i Lydia izvode pjesmu tijekom školskog učitelj/učenik natjecanja.